# Франко-канадці
Фра́нко-кана́дці (фр. Canadiens français, Franco-canadiens, іноді «фра́нко-канаді́йці») — франкомовна етнокультурна група в Північній Америці, переважно у Канаді і на північному сході Сполучених Штатів Америки.

## Підгрупи
До франко-канадців відносять три окремі великі етнічні спільноти: квебекуа (фр. Québécois), акадійці (фр. Acadiens) та манітобські метиси, — і численні менші етнічні групи франко-онтарійців (фр. Franco-Ontariens), франко-саскачеванців (фр. Fransaskois) тощо.

## Кількість
Загальна кількість франко-канадців у Канаді — із 7 мільйонів осіб. Окрім того, наприкінці XIX — початку ХХ століття близько мільйона франко-канадців емігрувало до Сполучених Штатів (переважно у Нову Англію).
У провінції Квебек проживає із 6 мільйонів франко-канадців — це єдина провінція, у якій вони складають більшість населення. У Квебеку франко-канадці вважаються окремим етносом: — кебекуа́; у 2006 Парламент Канади визнав їх нацією.
Акадійці — мешканці Нового Брансвіку, Нової Шотландії та Острову Принца Едварда, загалом акадійців налічується близько 300 тисяч осіб.
Близько 600 тисяч франко-канадців мешкає у провінції Онтаріо; їх звуть франко-онтарійцями.

## Історія
Франко-канадці — нащадки французьких колоністів епохи Нової Франції (XVII — XVIII століття). Вже тоді поселенці розподілялися на дві основні групи — канадці (предки сучасних квебекців) і акадійці (що жили на узбережжі Атлантичного океану).
У 1755 році британська колоніальна адміністрація депортує акадійців. Їм дозволяють повернутися лише після 1764 року, але забороняють селитися великими групами. До того ж, їхні колишні землі вже зайнято британськими колоністами. Сьогодні акадійці є меншиною у кожній з Атлантичних провінцій.
Ще у XVIII столітті чимала французів оселялася у преріях, на території сучасної провінції Манітоба. Вони одружувалися з індіанками, даючи початок новому франкомовному католицькому етносу — манітобським метисам. У 1869 році метиси під керівництвом Луї Ріеля створили власний уряд Манітоби і вимагали приєднання до Канадської конфедерації. Проте федеральна влада не визнала уряд Ріеля. До Манітоби було відправлено війська і метисів було усунено від керівництва. Сьогодні вони фактично перетворилися на одну з національних меншин Манітоби.
У XIX — ХХ столітті частина квебекців переселилася у провінцію Онтаріо та інші західні провінції та території. Політика федеральної та місцевих влад призводила до маргіналізації франко-канадських громад поза Квебеком і до асиміляції франко-канадських переселенців.